# Сулейман Неджи Сэлъмэн
Сулейман Неджи Сэлъмэн (тур. Süleyman Necmi Selmen/Selman; 1871, Бафра — 14 мая 1943, там же) — турецкий политик.

## Биография
Сулейман Неджи Сэлъмэн (Сельмен) родился в 1871 году в Бафре, в семье убыхского происхождения, которая переехала в Османскую Империю во время черкесского мухаджирства. Его отец, Хаджи Хусейн Бей Сельменуко, вёл крестьянское хозяйство. Получив образование на факультете политических наук, проходил стажировку в качестве финансового директора в Сивасе. После этого работал губернатором округов Мерзифон, Зиле и Дивриги.
Был губернатором Чорума в 1908 году и Йозгата в 1909 году. Присоединился к Собранию Депутатов (Меджлис-и Мебусан) в 1910 году в качестве депутата от Самсуна.
После закрытия Меджлиса, вследствие начала Первой мировой войны, в 1916 году был назначен губернатором Джаника. В том же году он был заместителем губернаторов Анкары и Диярбакыра, губернаторов Сивы в 1918 году, Трабзона в 1919 году, губернатора Синопа в 1922 году и губернатора Кастамону в 1923 году.
Во время войны за независимость Турции активно поддерживал кемалистские войска. Участвовал во втором созыве Великого национального собрания Турции в качестве депутата от Самсуна, кем был вплоть до своей смерти 14 мая 1943 года.
Свободно говорил на турецком, черкесском и французском языках.

## Семья
- Хаджи Хусейн Бей Сельменуко — отец
- Османбей Сэлъмэн (Сельмен) (Osmanbey Selmen/Selman) — брат, политик, депутат от Амасьи.